# Méréologie
Cet article possède des paronymes, voir Météorologie et Métrologie.
La méréologie (du grec ancien μέρος, « partie ») est la discipline philosophique qui explique ce que sont les parties, les touts et les relations qui les lient. Une partie est un élément, un constituant d’une entité, appelée un tout. Par exemple, le dossier est une partie de la chaise et le générique est une partie du film. Les relations étudiées par la méréologie peuvent être entre un tout et ses parties, ou entre des parties d’un même tout.
Discutée dès l’Antiquité par les philosophes présocratiques, la méréologie occupe une place importante dans les écrits des philosophes médiévaux. Elle n’acquiert cependant un nom et une formulation exacte qu’au XXe siècle, grâce aux travaux de Stanisław Leśniewski. Leśniewski écrivant en polonais, ses travaux resteront inaccessibles aux non polonophones. En 1940, Henri S. Leonard et Nelson Goodman font de la méréologie, avec leur article The Calculus of Individuals, un sujet central pour les ontologistes et métaphysiciens modernes.

## Définition
La méréologie est la discipline qui étudie les relations de partie : les relations entre une partie et son tout, ainsi que les relations entre plusieurs parties au sein d’un même tout. Les entités considérées peuvent être de différentes natures : il peut s’agir d’objets (le toit d’une maison), d’évènements (la phase larvaire dans la vie d’un insecte) ou d’autres entités.

## Historique
Avant l’expansion de la théorie des ensembles, le raisonnement sur la partie et le tout a été invoqué occasionnellement mais non explicitement tout au long de l’histoire des mathématiques et de la métaphysique, y compris chez Aristote. Ivor Grattan-Guinness (2001) apporte des lumières sur cet aspect de la période juste avant que la notion d’ensembles de Cantor et Peano ne se soit imposée. Le premier à raisonner explicitement et longuement sur la partie et le tout semble avoir été Edmund Husserl, dans ses Recherches logiques (Logische Untersuchungen). Cependant, le terme de « méréologie » est absent de ses écrits, et il se refusait, pour des raisons philosophiques, à développer un symbolisme.

### Après Leśniewski
Alfred North Whitehead avait l’intention d’écrire un 4e volume des Principia Mathematica sur la géométrie, mais il ne put pas l’achever. Sa correspondance de 1914 avec Bertrand Russell mentionne qu’il travaillait sur ce volume, dont le contenu devait s’appuyer sur la méréologie. Cette réflexion semble avoir culminé dans les systèmes méréologiques de Whitehead (1919, 1920). Son ouvrage de 1929, Process and Reality, contient une bonne part de méréotopologie informelle.
En 1930, la thèse de doctorat en philosophie de Henry Leonard établit une théorie formalisée de la relation de la partie au tout, publiée pour la première fois dans Goodman and Leonard (1940), qui la dénommèrent le Calcul des individus (Calculus of Individuals). Goodman poursuivit l’élaboration de ce calcul dans les trois éditions de sa Structure de l’apparence (Structure of Appearance), la dernière étant Goodman (1977). Eberle (1970) clarifia la relation entre la méréologie et la théorie des ensembles, et montra comment construire un calcul d’individus sans faire référence à la notion d’atomes, c’est-à-dire en admettant que chaque objet possède sa part propre (notion définie plus bas), de sorte que l’univers est considéré comme infini.
Pendant un certain temps, les philosophes et les mathématiciens se sont montrés peu disposés à explorer la méréologie, croyant qu’elle impliquait un rejet de la théorie des ensembles (théorie du nominalisme). Goodman était en effet nominaliste, et son collègue nominaliste Richard Milton Martin utilisa une version du calcul des individus tout au long de sa carrière, commencée en 1941. Le calcul des individus commença à s’affirmer en tant que tel vers 1970, lorsque l’« innocence ontologique » de la méréologie fut peu à peu reconnue. On peut en effet faire appel à la méréologie indépendamment de l’attitude qu’on adopte à l’égard des ensembles. Les variables quantifiées couvrant un univers d’ensembles, et les prédicats monadiques schématiques à variable libre, peuvent être utilisés de manière interchangeable dans la description formelle d’un système méréologique. Une fois ce point admis, le travail formel en ontologie et en métaphysique a fait un usage grandissant de la méréologie.
La méréologie est une forme des mathématiques qu’on peut décrire comme une sorte de « proto-géométrie », mais elle a été entièrement développée par des logiciens et des théoriciens de l’informatique. À ce jour, le seul mathématicien à avoir traité de la méréologie a été Alfred Tarski, qui fut étudiant de Leśniewski dans les années 1920 et 1930 (voir Tarski 1984). La méréologie est donc rarement mentionnée en dehors de la littérature concernant l’ontologie et l’intelligence artificielle. Les textes universitaires standards restent silencieux sur la méréologie, ce qui a sans aucun doute contribué à sa réputation imméritée d’obscurité. Les notions topologiques de frontières et de relations peuvent se combiner avec la méréologie, aboutissant à la méréotopologie ; voir Casati and Varzi (1999).

## Relations méréologiques

### Partie
La partie (parthood en anglais) est la relation entre deux individus, dont l’un est une partie de l’autre. La différence fondamentale avec la partie propre est que cette relation est réflexive, c’est-à-dire que toute entité est une partie d’elle-même. Elle est généralement notée {\displaystyle P(x,y)} ou {\displaystyle x<y} ({\displaystyle x} est une partie de {\displaystyle y}). Par exemple, le toit est une partie de la maison et de lui-même.

### Partie propre
La partie propre (proper parthood en anglais) est la relation entre deux individus différents, dont l’un est une partie de l’autre. Elle est généralement notée {\displaystyle PP(x,y)} ou {\displaystyle x<<y} ({\displaystyle x} est une partie propre de {\displaystyle y}). Par exemple, le toit est une partie propre de la maison.

#### Chevauchement
Le chevauchement (overlap en anglais) est la relation entre deux individus qui partagent une partie. Elle est généralement notée {\displaystyle O(x,y)} ou {\displaystyle x\circ y} ({\displaystyle x} chevauche {\displaystyle y}). Cette relation est symétrique, c’est-à-dire que si {\displaystyle x} chevauche {\displaystyle y}, alors {\displaystyle y} chevauche aussi {\displaystyle x}. Par exemple, deux salles mitoyennes se chevauchent (elles partagent un mur).

#### Somme binaire
La somme binaire (binary sum en anglais) est l’opération qui produit un nouvel individu en en sommant deux autres. Elle est généralement notée {\displaystyle S(z,x,y)} ou {\displaystyle z=x\circ y} ({\displaystyle z} est une somme de {\displaystyle x} et {\displaystyle y}). Par exemple, un tabouret est la somme de l’assise et du pied. La somme n’est pas limitée à des entités en un seul bloc : un bikini est la somme de la partie haute et de la partie basse. De plus, l’entité n’a pas à avoir du sens : ainsi, on peut considérer un trog comme étant la somme d’un chien et du tronc de l’arbre le plus proche de ce chien.

## Axiomatisation de la méréologie classique extensionnelle

### Choix de la relation primitive
Différentes axiomatisations sont possibles selon la relation utilisée comme primitive. Le choix de la primitive varie selon les auteurs et leurs préférences. Trois relations sont généralement considérées pour être utilisée comme primitive : la partie propre, la partie générale et le chevauchement (on retrouve quelquefois l’utilisation de la négation du chevauchement, à savoir la disjonction). Le choix de la primitive est surtout d’ordre métaphysique. En effet, à partir d’une des relations, il est possible de définir les autres. D’après Josh Parsons, il s’agit donc plus de savoir comment est comprise la nature méréologique du monde.

### Axiomatisation
La discussion ci-après et la terminologie utilisée suivent de près Roberto Casati et Achille C. Varzi. Un « système » méréologique est une théorie logique du premier ordre (utilisant le concept d’identité), dont le domaine du discours consiste en des touts et en leurs parties respectives, appelés de manière collective « objets ». La méréologie est une collection de systèmes axiomatiques emboités (nested) et non-emboités, qui n’est pas sans analogie avec la logique modale.
Un système méréologique requiert au moins une relation primitive, par exemple la relation binaire « est une partie de » : x est une partie de y, ce qui s’écrit Pxy. Cette relation est presque toujours considérée comme organisant partiellement l’univers. On définit immédiatement le prédicat : x est une partie au sens strict de y, qui s’écrit : Pxy, et qui est vérifié si Pxy est vrai et Pyx est faux. Un objet ne possédant pas de parties au sens strict est un atome. Le domaine du discours de la méréologie comprend tous les objets que l’on souhaite considérer, plus la totalité de leurs parties au sens strict.
On définit également les deux prédicats généraux suivants :
- la superposition (overlap) : x et y sont superposés, ce qui s’écrit Oxy, s’il existe un objet z tel que Pzx et Pzy soient tous deux vérifiés. Les parties de z, la « superposition » ou « produit » de x et y, sont précisément les objets qui font partie à la fois de x et de y ;
- la disjonction (underlap) : x et y sont disjoints, ce qui s’écrit Uxy, s’il existe un objet z tel que x et y soient tous deux des parties de z.

Il s’ensuit un certain nombre d’axiomes possibles. (Les lettres minuscules dénotent des variables portant sur des objets).
- La relation de la partie au tout est une relation d’ordre partiel de l’univers :
  - M1, Réflexivité : Un objet est une partie (au sens large) de lui-même : pour tout x, Pxx ;
  - M2, Antisymétrie : Si Pxy et Pyx sont tous deux vérifiés, alors x et y sont le même objet ;
  - M3, Transitivité : Si Pxy et Pyz, alors Pxz.
- M4, « Supplémentation faible » : Si Pxy est vérifié, il existe un z tel que Pzy est vérifié mais Ozx ne l’est pas.
- M5, « Supplémentation forte » : Si Pyx n’est pas vérifié, il existe un z tel que Pzy est vérifié mais Ozx ne l’est pas.
- M5’, « Supplémentation atomistique » : Si Pxy n’est pas vérifié, alors il existe un atome z tel que Pzx est vérifié, mais Ozy ne l’est pas.
- Top : Il existe un « objet universel », désigné par W, tel que PxW est vérifié pour n’importe quel x. Top est un théorème si M8 est vérifié.
- Bottom : Il existe un « objet nul » atomique, désigné par N, tel que PNx est vérifié pour n’importe quel x.
- M6, Somme : Si Uxy est vérifié, alors il existe un z, appelé « somme » ou « fusion » de x et y, tel que les parties de z sont exactement les objets qui sont des parties de x ou de y.
- M7, Produit : Si Oxy est vérifié, il existe un z, appelé  « produit » de x et y, tel que les parties de z sont exactement les objets qui sont des parties à la fois de x et de y. Si Oxy n’est pas vérifié, x et y n’ont pas de parties non vides en commun, et le produit de x et y est défini si et seulement si Bottom est vérifié.
- M8, Fusion non restreinte : Soit φ une formule du premier ordre, possédant une variable libre ; alors la fusion de tous les objets qui satisfont à φ existe. Aussi dénommé « principe de la somme générale », « composition méréologique non restreinte », ou « universalisme ». M8 correspond au principe de compréhension non restreinte de la théorie naïve des ensembles. Ce principe donne naissance au paradoxe de Russell. Il n’y a pas de contrepartie méréologique à ce paradoxe simplement parce que la relation de partie au tout, contrairement à l’appartenance à un ensemble, est réflexive.
- M8', Fusion unique : La fusion décrite par M8, non seulement existe, mais est unique.
- M9, Atomicité : Tous les objets sont, soit des atomes, soit des fusions d’atomes.

Les axiomes ci-dessus sont tous vérifiés dans la « méréologie extensionnelle classique ». D’autres systèmes méréologiques sont décrits dans Simons (1987) et Casati and Varzi (1999). Il y a des analogies entre ces axiomes et ceux de la théorie standard des ensembles de Zermelo-Fraenkel, si le terme méréologique de « partie » est mis en correspondance avec celui de « sous-ensemble » dans la théorie des ensembles.
Dans le tableau ci-dessous, les séquences de caractères majuscules dénomment des systèmes méréologiques. Ces systèmes sont partiellement ordonnés par l’inclusion, dans le sens où, si tous les théorèmes d’un système A sont aussi des théorèmes d’un système B, mais que l’inverse n’est pas nécessairement vrai, alors B inclut A. Le diagramme de Hasse résultant est similaire à celui de Fig. 2,, et à Fig. 3.2 dans Casati and Varzi (1999, p. 48).
Il y a deux manières équivalentes d’asserter que l’univers est partiellement ordonné : on peut supposer soit M1-M3, soit que la relation partie-tout au sens strict est transitive et asymétrique. L’une et l’autre axiomatisation aboutissent au système M. M2 exclut les boucles fermées utilisant la notion de partie ; de sorte que la relation partie-tout est bien fondée. Les ensembles sont bien fondés si l’on admet l’axiome de régularité. On trouve ici et là dans la littérature des objections philosophiques et de bon sens à la transitivité de la relation partie-tout.
M4 et M5 constituent deux manière d’asserter la « supplémentation », analogue méréologique à la définition du complémentaire pour les ensembles, avec M5 plus solide car M4 est dérivable de M5. M et M4 produisent une méréologie « minimale », MM. Dans quelque système que ce soit où M5 et M5’ sont admis ou peuvent être dérivés, on peut prouver que deux objets possédant les mêmes parties au sens strict sont identiques. Cette propriété est appelée l’extensionnalité, un terme emprunté à la théorie des ensembles, pour laquelle l’extensionnalité constitue l’axiome de définition. Les systèmes méréologiques dans lesquels l’extensionnalité est vérifiée sont dénommés « extensionnels », ce qui se note en incluant la lettre E dans leurs noms symboliques.
M6 asserte que deux objets disjoints ont dans tous les cas une somme unique, et M7, que deux objets superposés ont dans tous les cas un produit unique. Si l’univers est fini ou si l’axiome Top est admis, alors l’univers est fermé par la « somme ». La fermeture universelle du « produit » et de la supplémentation relative à  W nécessite l’axiome Bottom. W et N sont, évidemment, l’analogue méréologique de l’ensemble universel et de l’ensemble nul, et la somme et le produit sont de même les analogues respectivement de l’union et de l’intersection dans la théorie des ensembles. Si M6 et M7 sont tous deux admis ou dérivables, le résultat est une méréologie « close ».
Parce que la somme et le produit sont des opérations binaires, M6 et M7 n’admettent la somme et le produit que d’un nombre fini d’objets. L’axiome de fusion, M8, autorise à définir la somme d’un nombre d’objets infini. Il en est de même pour le produit, s’il est défini. Ici, la méréologie invoque souvent la théorie des ensembles, mais tout recours à la théorie des ensembles peut être éliminé en remplaçant une formule à variable quantifiée couvrant un univers d’ensembles par une formule schématique à une variable libre. La formule est vérifiée (si elle est satisfaite) à chaque fois que le nom d’un objet élément de l’ensemble (s’il existe) remplace la variable libre. Il s’ensuit que n’importe quel axiome ensembliste peut être remplacé par un schéma axiomatique avec des sous-formules atomiques monadiques. M8 et M8’ sont justement de tels schémas. La syntaxe d’une théorie du premier ordre ne peut décrire qu’un nombre dénombrable d’ensembles ; donc seuls [denumerably many sets] peuvent être éliminés de cette manière, mais cette limitation n’est pas contraignante pour le type de mathématiques examinées ici.
Si M8 est vérifié, alors W existe pour des univers infinis. L’axiome Top n’est donc nécessaire que si l’univers est infini et que M8 n’est pas vérifié. Curieusement, Top (W étant postulé)  n’est pas sujet à controverse, alors que Bottom (N étant postulé) l’est. Leśniewski a rejeté Bottom, et la plupart des systèmes méréologiques ont suivi son exemple (les travaux de Richard Milton Martin constituent une exception). Donc alors que l’univers est clos par la somme, le produit d’objets non superposés est typiquement indéfini. Un système qui contient W mais pas N est isomorphique à :
- une algèbre de Boole sans le 0 ;
- un semi-treillis (join) avec 1 comme limite supérieure. La fusion binaire et W interprètent (join) et 1, respectivement.

Le fait de postuler N rend tous les produits possibles définissables, mais transforme également la méréologie classique extensionnelle en un modèle non ensembliste de l’algèbre de Boole.
Si on admet les ensembles, M8 asserte l’existence de la fusion de tous les membres de n’importe quel ensemble non vide. Tout système méréologique dans lequel M8 est vérifié est appelé « général », et son nom inclut la lettre G. Dans n’importe quelle méréologie générale, M6 et M7 sont démontrables. Le fait d’ajouter M8 à une méréologie extensionnelle aboutit à une « méréologie extensionnelle générale », abrégée GEM en anglais ; de plus, l’extensionnalité rend la fusion unique. Réciproquement, si la fusion assertée par M8 est réputée unique, de sorte que M8’ remplace M8, alors comme l’a montré Tarski (1929), M3 et M8’ suffisent à axiomatiser GEM, ce qui représente un résultat remarquablement économique. Simons (1987, p. 38–41) propose une liste de théorèmes GEM.
M2 et un univers fini impliquent nécessairement l’atomicité, c’est-à-dire que toute chose, soit est un atome, soit inclut des atomes parmi ses parties au sens strict. Si l’univers est infini, l’atomicité nécessite M9. Le fait d’ajouter M9 à n’importe quel système méréologique X aboutit à sa variante atomistique, notée AX. L’atomicité est économique. Par exemple, le fait d’admettre M5’ implique l’atomicité et l’extensionnalité, et produit une axiomatisation alternative de AGEM.

## Comparaisons avec d’autres théories

### Théorie des ensembles
Une grande part du travail initial sur la méréologie a été motivée par un soupçon d’inadéquation ontologique de la théorie des ensembles, et le principe du rasoir d'Occam exige de minimiser le nombre de  principes dans une théorie du monde et des mathématiques. La méréologie remplace la proposition d’« ensembles » d’objets par celle de « sommes » d’objets, les objets en question n’étant rien d’autre que les différentes choses qui composent un tout[pas clair].
De nombreux logiciens et philosophes[Qui ?] rejettent ces motivations, sur des bases telles que :
- les ensembles ne seraient en aucune façon ontologiquement suspects ;
- le principe du rasoir d’Occam, lorsqu’on l’applique à des objets abstraits tels que des ensembles, serait douteux, voire tout simplement faux ;
- la méréologie elle-même serait coupable d’une prolifération de nouvelles entités ontologiquement suspectes.

Malgré tout, la méréologie est désormais largement acceptée en tant qu’outil efficace pour une philosophie formelle, même si jusqu’ici elle a soulevé bien moins d’attention que la théorie des ensembles.
Dans la théorie des ensembles, les singletons sont des « atomes » qui ne possèdent pas de parties au sens strict (non vides) ; beaucoup considèrent cette théorie inutile ou incohérente (mal fondée) si les ensembles ne peuvent pas être construits à partir d’ensembles d’unités (ou ensembles unitaires). Le calcul des individus, tel qu’il était envisagé, exigeait qu’un objet, soit n’ait pas de parties au sens strict, auquel cas il s’agissait d’un « atome », soit qu’il résulte d’une construction à partir d’atomes. Eberle (1970) a montré comment élaborer des méréologies « non atomiques », telles que tous les objets possèdent des parties au sens strict et puissent donc être divisés à volonté.
Lewis (1991) a montré de manière informelle que la méréologie, augmentée d’un petit nombre d’hypothèses[Lesquelles ?] et d’un raisonnement prudent[évasif] à propos des singletons, produit un système dans lequel a peut être à la fois un élément et un sous-ensemble de b. Le système de Lewis est bien plus qu’une curiosité[non neutre] ; il transforme les axiomes de Peano et ceux de la théorie des ensembles de Zermelo-Fraenkel en théorèmes. Sur la relation entre la méréologie et ZF, voir aussi Bunt (1985).

## Applications

### Langage naturel
L’étude de H. Bunt (1985), qui porte sur la sémantique du langage naturel, montre comment la méréologie peut aider à comprendre des phénomènes tels que la distinction entre noms massifs et comptables, ou encore l’aspect du verbe. Néanmoins, le langage naturel utilise souvent le terme « partie » de manière ambiguë (Simons [Qui ?] 1987 discute ceci en détail). On ne voit donc pas clairement comment, au cas où ce serait possible, traduire certaines expressions du langage naturel en prédicats méréologiques. Pour éviter de telles difficultés il pourrait être nécessaire de cantonner l’interprétation de la méréologie aux mathématiques et aux sciences naturelles. Casati et Varzi (1999), par exemple, limitent la portée de la méréologie aux objets physiques.
La relation de partie au tout est l'un des emplois du génitif (souvent défini sommairement comme exprimant la « possession ») dans les langues à cas. ex. : Peter's leg = la jambe de Pierre.